# Nojoud Ali
Nujood Ali (نجود علي) (n. 1998) este o figură centrală din mișcarea contra căsătoriilor forțate și a căsătoriilor cu minori din Yemen. La vârsta de zece ani ea a obținut divorțul, rupând tradiția tribală. În noiembrie 2008, revista americană pentru femei Glamour a desemnat-o pe Nujood Ali și avocata sa Shada Nasser drept „Femeia anului”. Curajul lui Ali a fost lăudat de femei proeminente, printre care Hillary Clinton și Condoleezza Rice.
Avocata lui Ali, Shada Nasser, născută în 1964, este o feministă și specialistă în drepturile omului.
Forțată de părinți să se căsătorească la 10 ani, abuzată de soțul legitim, Ali a avut curajul să meargă singură la tribunal și a devenit cea mai tânără femeie divorțată din lume.

## Introducere
Era o fetiță dintr-o familie săracă din Yemen. Tatăl ei considera că nu mai are bani să o țină acasă și i-a dat-o în căsătorie unui bărbat cu 20 ani mai în vârstă decât ea. Deși promisese să aștepte ca fetița să devină majoră pentru a o trata ca femeie, bărbatul respectiv o bătea zilnic și o siluia. Nici familia soțului, nici familia ei nu au sprijinit-o pe Nojoud. Dimpotrivă!
Fetița a reușit într-o bună zi să fugă și a a ajuns la porțile tribunalului din SANAA. A cerut divorțul. A avut norocul să fie ascultată de o avocată care se ocupa cu apărarea drepturilor femeii.
Cauza a fost fără precedent în Yemen și a stârnit agitație în media din întreaga lume. Cartea relatează povestea fascinantă și dură a acestui copil care a fost obligat să renunțe la copilărie și la jucării pentru o căsnicie.
Pe 10 noiembrie 2008, cea mai tânără divorțată a lumii a primit la New York, Premiul „Femeia Anului”, decernat de revista americană Glamour. A împărțit această neașteptată consacrare cu vedeta de cinema Nicole Kidman, cu secretarul de stat american Condoleezza Rice și cu senatoarea Hilary Clinton. S-a scris despre ea în New York Times, Los Angeles Times și revista Times.
Micuța yemenită Nojoud a subminat arhaismul și habotnicia tradițiilor din țara ei. Modul în care ea a solicitat divorțul și l-a obținut constituie o premieră în această țară din sudul Peninsulei Arabe, în care mai mult de jumătate din fete sunt căsătorite înainte de a împlini vârsta de 18 ani.
Această mărturie inedită este consemnată de jurnalista Delphine Minoui, ca reporteră specializată în problemele Orientului Mijlociu, ea a relatat pe larg în presa franceză toate evenimentele majore care au marcat această regiune asiatică în perioada ultimilor 12 ani. În anul 2006, ea a primit Premiul Albert Londres pentru o serie de reportaje pe care le-a realizat în Irak și în Iran.
...A fost odată un tărâm fermecat, cu legende la fel de ciudate precum casele sale în formă de turtă dulce, împodobite cu mici trăsături delicate care seamănă cu niște linii de zahăr glazurat. (…) Yemenul te îndeamnă la visare. Este ținutul reginei din Saaba, o femeie nespus de frumoasă și puternică, ce a pus pe jar inima regelui Solomon și căreia i se pot desluși urmele în cărțile sfinte, în Biblie și Coran. (…)
În această țară, deopotrivă minunată și zbuciumată, a văzut lumina zilei, Nojoud, cu zece ani în urmă.
Nojoud, eroina contemporană Yemenul anului 2008, numită în vechime și Arabia Fericită (Arabia Felix).
De-a lungul secolelor, mulți au fost cotropitorii care nu au putut rezista ispitei de a pune mâna pe această țară minunată, ca de exemplu, etiopienii, persanii, britanicii, rușii, portughezii, otomanii... Precum o prăjitură pe care se ceartă niște țânci prea pofticioși, țara s-a rupt treptat în două.
Yemenul a suferit războaie civile, și unificat în 1990, încă mai suferă de pe urma rănilor. În fruntea țării este un președinte, a cărui fotografie se află peste tot.

## La tribunal
Însă în sate, șefii de trib cu turbanele pe cap, au autoritate, fie în negoțul cu arme, fie în căsătorii, fie în cultivarea grâului... În casele oamenilor însă adevărata lege o fac tații, frații mai mari și unchii.
Într-o dimineață de aprilie a anului 2008, Najoud, o fetiță măritată pentru a fi silită să abandoneze școala, în clasa a doua, este trimisă de mama ei să ia pâine. Aceasta însă fuge la tribunal. Era singura și ultima ei ocazie să scape de un soț bătrân și violent. Fetița caută cu disperare un judecător. Fetița măritată, de numai 9 ani se săturase să zică „da” la toate poruncile bărbaților din familia ei și a soțului. Căutând cu disperare un judecător în tribunal, și găsindu-l îi spune acestuia:„vreau să divorțez”!

## Khardji
Najoud s-a născut în satul Khardji, unde femeile nu sunt deprinse să aleagă. Najoud este un nume original beduin. Fetița însă nu știe exact câți ani are, pentru că în acest sat nu există electricitate, nu există telefon, nu există TV, nu există medic, nu apă de robinet, nimic, iar de acte nici nu poate fi vorba! Prin deducție și fel de fel calcule, mama fetiței îi spunea că ar trebui să aibă vreo 9, poate zece ani?!
Este de remarcat în această carte că Omma, mama fetiței relatează că, cândva ar fi primit vizita unei asociații de planificare familială, i-au fost lăsate niște pastile ca să nu mai rămână însărcinată, amintindu-și că a și înghițit vreo câteva dar degeaba, Najoud tot s-a născut! Satul natal al Lui Nojoud, Khardji, nu e departe de Hajia, oraș cunoscut în nordul Yemenului, mai sus de capitala Sana'a. Nici mama nici tatăl fetiței nu știu să citească și nici nu găseau de folos că școala le e utilă mulțimii de copii ce îi aveau!
În acest sat femeile au grija casei și bărbații pleacă la câmp, sau la creșterea animalelor, oi și capre. 
Mâncarea de bază a fetiței în familie era o pâine tradiționala yemenită, lipie crocantă în cuptor tradițional, și o miere de albine bună vestită numită „aurul Yemenului”. Seara se lua masa pe o pânză așternută direct pe pământ, pe care doar uneori, era o cratiță mare și fierbinte, umplută cu salta, o tocană de vită sau oaie cu sos de schinduf, sau perișoare din orez cu carne. Nu exista furculiță sau cuțit.
Toți bărbații yemenți poartă cu mândrie la cingătoare, JAMBIE, acel pumnal tradițional din corn de rinocer, sau fie din plastic sau fildeș, cunoscut ca o armă de ceremonie, care potrivit codurilor tribale yemenite este interzis a fi folosit în lupta agresivă, ci este doar un semn al justiției tribale de onoare.
Într-una din seri în casa fetiței se iscă o mare gâlceavă, între tatăl fetiței și sătenii satului. Avea să afle Nojoud mai târziu de ce, pentru că peste sora mai mare a acesteia în casă a intrat un bărbat sătean și prin forță a violat-o. Iar ulterior familia bărbatului violator în virtutea justiției tribale vine peste tatăl fetei și cere ca violatorul să se căsătorească cu fata victimă. Căsătoria aceasta are loc cât ai zice pește! Însă părinții lui Najoud decid să lase satul și să plece unde vad cu ochii rușinați și îndurerați. Astfel Najoud alături de părinții rușinați și frații cei mulți o iau către Sana'a, capitala Yemenului. Aici se mută într-o căsuță amărâtă, mică, iar tatăl își găsește cu greu de lucru ca măturător la municipalitatea capitalei. Este de remarcat că vorbim de capitala Yemenului, Sana'a, cu ritm de viață modern, cu șosele luminate și magazine luxoase, dar în același timp cu piețe de oameni șomeri care stau expuși în stradă în speranța că îi va lua cineva cu ziua la muncă!

## Fares
Najoud avea un frățior, Fares, care văzând minunățiile din capitală, cerea părinților hăinuțe, dulciuri, însă aceștia nu aveau posibilități, chinuindu-se doar sa poată plăti chiria. Fares, frățiorul lui Najoud, pentru bănuți iese la cerșit pe străzi, la vândut de gumă la geamurile mașinilor din intersecția străzilor iar într-una din zile dispare nemaivenind acasă. Peste doi ani însă își anunță familia, că se află în Arabia Saudită, că este cioban la un beduin înstărit. Însă ulterior peste alți 2 ani apare acasă, amărât, maturizat, fără niciun ban, și spune familiei ca tocmai din Arabia Saudită a auzit că sora lui, Najoud este vedetă pentru ca a avut curajul sa ceară divorțul împotriva cutumei tribale. Fares povestește ca în Arabia Saudită este la fel de greu dacă nu ai școală și că dorul de familia lui l-a adus din nou acasă.
Este foarte de apreciat, că în această carte apare notațiunea de Ramadan, descris de Najoud ca ceva sublim, în care toți ai ei credeau și-l respectau, îngrijindu-se ca să fie seara masa familiei împodobită, iar singurele ieșiri ale familiei erau doar la petrecerile de Eid a Ramadanului.
...Într-o seară de februarie 2008, tatăl lui Najoud o anunță „în curând te vei mărita”!
...Revenind la ziua în care Najoud trimisă după pâine, ea decide să meargă la tribunal, aceasta întâlnește 3 judecători înțelegători, șocați de reclamația fetiței. Este de reținut ca Yemenul anului 2008 are o justiție tribală paralelă cu justiția statală, însă justiția statală odată ajunsă la ea își face datoria maxim!
Judecătorii decid că fetița să nu se mai întoarcă acasă și unul dintre judecători o ia pe Najoud în familia acestuia, fetița bucurându-se de atenția frumoasă a soției judecătorului și de jucării nevăzute pana atunci.
Judecătorii decid ca măsură de precauție, tatăl lui Najoud și soțul ei să fie arestați preventiv. Fetița este rugată sa însoțească poliția la casa părintească pentru ca tatăl agresor și soțul violator să fie ridicați. Najoud are strângerea de inimă că îi face rău tatălui, însă voia să fie liberă și lăsată să își ducă copilăria!
Najoud întâlnește pe holul tribunalului o avocată. Aceasta empatizează imediat cu Najoud a noastră. Ca strategie de apărare, avocata anunță ziariștii, televiziunea și în scurt timp tot Yemenul află de acest caz fără precedent. În sala de judecata Najoud este pusa în situația de a vorbi despre suferința și rușinea ei în public, neobișnuită fiind ca de față cu bărbați sa vorbească de intimitate. Fetița spune că a fost căsătorită fără voia ei cu un bărbat mult mai în vârstă, fetița spune că nici măcar nu i s-a explicat ce înseamnă căsătoria, fetița spune că a făcut doar clasa I, că nu i-a venit încă menstruația, că este slugă în casa soțului, că acesta nu s-a purtat frumos cu ea, că în fiecare seară o abuzează, că o bate violent, că are o arsură în interior etc. În tot acest timp judecătorii se arată îngroziți, auditorul din sala de judecata este oripilat, iar arestații, tatăl și soțul ei, își negau fiecare vinovăția. Tatăl invocă că și Profetul Muhammad s-a căsătorit cu AISA de 10 ani și ce minunată este o așa căsătorie, că el tatăl a semnat un contract de căsătorie cu garanția ca soțul să nu se atingă de Najoud decât după un an de la venirea ciclului și numai în condiția în care soțul o pregătește între timp cu blândețe. Iar apărarea soțului era că fata minte și minte și minte!
Însă cei trei judecători decid toți că fetița are dreptate, întrucât acest contract de căsătorie valabil încheiat după legea yemenită între bărbații din familia fetiței și soț nu a fost însă și respectat. Soțul agresiv simțind ca pierde teren, solicita judecătorilor ca sa i se restituie prețul căsătoriei, cam 500 euro, bani mulți pentru posibilitatea părinților lui Najoud! Judecătorul respinge cererea soțului pe motivația că acesta nerespectându-și contractul de căsătorie nu poate avea nicio pretenție. Este de remarcat că după proces, familia soțului tot nevinovată se pretindea, iar comunitățile tribale sătești din Yemen considerau că adevărata justiție este cea tribală în virtutea conceptului de onoare și nu justiția statală!
Cartea descrie extrem de sentimental, cu emoție și sensibilitate toată pățania fetei, toată copilăria ei săracă, căsătoria ei aranjată, agresivă. Arată sărăcia unor părinți analfabeți, legislația tribală care dăinuie paralel cu cea statală și amănuntele despre cultura arabă a acestui loc reies din rândurile cărții...
În Yemen, este un obicei ca bărbații sa mănânce, să mestece qat, iar cultivarea qatului este o preocupare de bază a acestora, din care Yemenul pierde mult din apă. Apa și așa limitată ca existență. Într-una din zile când tatăl lui Najoud, ostenit de la munca câmpului, se oprește cu bărbații satului la o șuetă și la mestecat de qat, un bărbat în vârstă îi propune un contract de căsătorie, iar tatăl convins fiind că respecta legea statului cât și legea tribală, lipsit de bani fiind, crede ca măritișul lui Nojoud ajută pe fiecare în parte.
Cartea descrie luptele dintre șiiți și suniți de care Najoud s-a lovit în fuga cu familia din satul natal către capitala Yemenului, Sana'a, dar fetița spune că ea nu știe de ce aceștia se ceartă, pentru că ei îi este de ajuns să știe că este musulmană și că își spune cele 5 rugăciuni zilnice, iar altceva nu o interesează!
Mirosurile de chimen, de scorțișoară, de cuișoare, de nuci sau stafide reies din paginile cărții și iți aduc partea frumoasă a Yemenului în fața ochilor.
Aflăm că în spatele Yemenului de azi, în provinciile tribale, căsătoriile cu fete de vârstă fragedă sunt un lucru obișnuit, existând un proverb: „dacă iei o fetiță de 9 ani vei avea parte de o căsătorie fericită”!

## Shada
Shada este una din marile avocate din Yemen, pentru drepturile femeii.
În anul 1999 această avocată, Shada Nasser, s-a făcut remarcată apărând-o în instanță pe Amina Ali Abdul Latif, căsătorită la vârsta de 10 ani și condamnată la moarte după ce fusese acuzată că și-a ucis soțul. Ca urmare a unei mobilizări fără precedent, pedeapsa capitală a fost în cele din urmă suspendată în 2005. După zece ani petrecuți îndărătul gratiilor, Amina și-a recăpătat libertatea, dar trăiește ascunsă, de teama că rudele soțului ar încerca să se răzbune.

## Căsătoria
Cum a reușit Najoud să ajungă la tribunal?... Odată căsătorită, Najoud a fost nevoită să urmeze soțul la casa și familia acestuia, părăsind capitala Yemenului și întorcându-se în satul natal al ei, unde locuia soțul. Este dramatic cum fetița relatează că odată măritată conform obiceiului local, fața îi este acoperită total, școala abandonată, toată munca casei cade pe umerii ei, zilnic fiind plină de grăsime, iar când obosea era bătuta, fie de soț, fie de soacră, în virtutea ideii de onoare de femeie măritată!... iar relatarea abuzului sexual, la curgerea acelui sânge roș al dezvirginării ce a fost mare fericire pentru soacră, este cumplit de sfâșietor descrisă de aceasta fetiță... 
Este interesant că Najoud începe să plângă soțului că îi este dor de familia sa, acesta însă nici nu vrea sa audă, și fetița cu toată bătaia încasată, insistă măcar în a putea să își revadă frații într-o vizită, Najoud însă plănuind și o evadare. Ajunsă acasă, povestește chinul ei părinților dar aceștia o refuză, trimițănd-o la soț pentru că este femeie măritată! Fetița însă credea cu tărie că acum este momentul ei sa scape! Trimisă după pâine dimineață de către mama ei, aceasta decide că nu pâinea este importantă ci lupta pentru libertatea ei! Într-un oraș mare, Sana'a, capitala Yemenului, fetița nu se sperie de oameni, umblă pe străzi și având norocul că fața îi era acoperită, pentru a nu îi fi văzută vârsta, ajunge cu un taxi la tribunal, unde așa cum am povestit mai sus, aleargă să caute un judecător, crezând în președintele țării ei, care știa ea că promovează justiția statală!

## Evadarea
Ideea ca tribunalul e salvarea ei, i-a fost insuflată și de către Dowla, cea de a doua soție a tatălui ei, o altă femeie chinuită de soartă! Venită în vizită la părinti, Najoud s-a dus să o salute și pe cea de a doua soție a tatălui, femeie la fel de săracă, care trăiește din cerșitul pe străzile din Sana'a, capitala Yemenului. Această femeie, Dawla, o înțelege pe fetiță și îi spune, fugi la tribunal, acolo știu că există judecători care ne apară pe noi femeile, tu ai un contract de căsătorie nerespectat de soțul tău iar religia musulmană cere ca fetițele să fie respectate de soț cu blândețe până ce ele ajung la vârsta optimă de a fi femeie!
Pe scările tribunalului fetița noastră întâlnește ziariști străini ce o susțin. Najoud merge invitata la sediul unui ziar și rămâne mirată ca sunt și femei cu voaluri colorate și nu doar negre, vede femei musulmane cu fețe descoperite, fetița noastră vede calculatoare și ia contact cu modernitatea femeilor musulmane yemenite care este una bună, acceptabilă, de apreciat, de urmat ca model în comparație cu arhaismul și sălbăticia lumii provinciale tribale cramponată în interpretarea greșită a conceptului de onoare și a căsătoriei cu minore ca model lăsat de profetul Muhammad.
Reținem că fiecare femeie din speța noastră are o poveste ce ne întristează. Avem pe mama lui Najoud căsătorită de mică după codul tribal, o femeie care își conștientizează durerea, slăbiciunea, neputința dar cu care se acomodează. Avem pe una din surorile lui Najoud care este forțată să se căsătorească cu un individ necunoscut ce a intrat în casa de chirpici și a violat-o, dar îi devine soț pentru că altfel onoarea familiei trebuie răzbunată. Iar durerea nu se oprește aici, soțul acesteia abuzează și de o altă soră a acestora din familie. Iar pentru acest lucru ajung să sfârșească în închisoare cei doi, sora și cumnatul lui Nojoud, pentru că în Yemen a avea relații intime în afara căsătoriei este interzis și pedepsit cu închisoarea. Iar pentru că în final sângele învinge totul, această soră mai mare a lui Nojoud, merge și declară că în timp ce soțul ei întreținea relații sexuale cu cealaltă soră, ea nu îi mai era soție, fiind repudiată prin divorț de soț, iar acesta fiind liber, putea să întrețină relații intime cu sora liberă. Astfel cei 2 sunt eliberați din închisoare și se căsătoresc, obligați fiind. Astfel un bărbat a putut ține 2 soții din 2 surori.
Mai avem și pe cea de a doua soție a tatălui lui Najoud care trăiește din cerșetoria de pe străzi, pentru că greșit s-a înțeles că un musulman poate avea 2 soții... unii arabi respectându-și pe jumătate din atribuțiuni... la întreținerea femeii lipsind însă...
Pe 16 septembrie 2008, Nojoud se întoarce liberă din nou la scoală, în clasa a doua. Trăiește în familia părinților, iar povestea tristă a căsătoriei a rămas închisă în trecut, părinții nu s-au răzbunat pe ea, iar Nojoud rămâne modelul cel bun pentru victimele din Yemen, iar lectura acestei povești adevărate trage concluzia că Yemenul actual are justiție statală și este foarte corect dacă apelezi la ea, că islamul dăinuie și se vrea respectat, că islamul dincolo de specificul lui care pe noi europenii ne sperie, are și blândețea lui, are înțelepciunea lui și are rezolvări juste la toate situațiile.
Ca avocat am constat ca rămâne însă o scăpare... în această speță de judecată, e ok divorțul, a fost un succes, s-a pronunțat în favoarea victimei feminine, dar... Unde se întoarce victima femeie? În casa părinților ce au căsătorit-o? Unde se întoarce o minoră de 9, 10 ani fără școală? Pentru că Yemenul nu are conceptul de asistență socială statală! Este un caz fericit aici, pentru că întoarsă divorțată în familia părinților, Nojoud, discuția și reproșurile nu sunt, familia ducându-și viața înainte !
Yemenul are partea lui frumoasî și partea lui neagra... 
Divorțul a spart o ușă închisă, mărturisea directoarea Departamentului pentru femei din cadrul Universității din Sana'a și conducatoarea unui studiu din care a reieșit că mai mult de jumătate din căsătoriile din Yemen sunt cu fete până în 18 ani.
De la acest caz judiciar al lui Nojoud, și alte 2 fetițe au avut curajul să reclame soții violenți în tribunal pentru nerespectarea căsătoriilor întocmai cu contractul de căsătorie și cuvântul profetului Muhammad!
Știrea divorțului lui Nojoud a înconjurat planeta, a creat dispute în Arabia Saudită, Iran, Irak, Afganistan...
Aș vrea ca înainte de a arăta cu degetul pe islamici, să nu uităm de Franța, de Spania, Italia, România unde străbunicile erau și ele căsătorite la vârste fragede, numeroase femei fiind maltratate de soți și astăzi în societățile democratice, iar cât despre mormonii din America, au și ei petele lor uneori... În speță Nojoud este de aplaudat pentru curajul ei și faptul că da se poate căsători cu o minoră, însă islamul are condiții, să o respecți cu blândețe pe fetiță și să o pregătești pentru a deveni femeie, dacă îți iei un astfel de angajament.
Înlăturarea sărăciei, întărirea educației și controlul statului față de cultura locală tribală rămân direcții pentru ca alte Najoud nefericite să nu mai existe...
Fetița, actualmente, trăiește în casa părinților ei, deși merge la școală, are totuși un viitor nesigur, pentru că apăsați de educația tribală frații ei sunt nemulțumiți de du-te - vino al ziariștilor pe la poartă, vecinii s-au îndepărtat de familia lor pentru că intimitatea în populația islamică nu place să fie văzută la TV sau presă...
Fostul soț a lui Nojoud este achitat prin pronunțarea divorțului și nimeni nu știe unde este... 
Iar avocata unicei fete divorțate la 10 ani într-un tribunal oficial rămâne printre cele mai cunoscute femei în țările arabe, dar și mult criticată de unii ce o acuză ca a scos Yemenul din anonimat prin negativismul speței Nojoud...
Rămân însă și acele ONG-uri, legale pentru drepturile femeii, apreciate de puțini și hulite de mulți, dar totuși existente legal în Yemen. 
A apărut disputa între conceptul de „vârsta fragedă a femeii” versus „vârsta securitară a femeii”!

## Când o să fiu avocată
...Acum în cartierul lui Najoud luminile nu strălucesc ca la New York. Iarna e frig și nu există încălzire. În capitala Sana'a, rochiile lungi de seară cu pietre colorate rămân înăuntrul vitrinelor pentru familia lui Nojoud. Dimineața la fel trebuie mers după pâine pentru întreaga familie. Tatăl lui Najoud e în continuare șomer (vorbim de 2009). Iar când nu găsesc bani de chirie, frații și surorile mai mici continuă să cerșească pe stradă...
În ciuda acestora, micuța noastră Nojoud merge la școală, îi place limba arabă, Coranul și matematica. Dorește să ajungă avocat. Drepturile de autor pentru această carte îi vor îngădui să își finanțeze studiile să devină avocat.